# 318794 Углія
318794 Углія (318794 Uglia) — астероїд головного поясу, відкритий 25 вересня 2005 року в Андрушівці.
Названий на честь Українського гуманітарного ліцею.